# مني إلك (ألبوم)
مني إلك هو أحد ألبومات المطربة نجوى كرم وصدر في شهر مايو2017 وقد احتوى الألبوم على ثمان أغاني.

## نبذة عن الألبوم
طرحته نجوى بعد غياب دام 5 سنوات وبعد انفصالها عن شركة روتانا والعمل يتضمن 8 أغنيات جميعها باللهجة اللبنانية، تعاونت فيها مع نخبة من الشعراء والموزعين والملحنين اللبنانيين والمصريين، بينهم منير بوعساف ووسام الأمير وطوني سابا وجوزف جحا ووائل الأشقر وملحم أبو شديد وميشال جحا وطارق عاكف. وقامت بإهدائه لروح شقيقها نقولا الذي توفي قبل إصداره وكانت تطرح أغنية تلو الأخرى على قناتها الرسمية في اليوتيوب.
احتل ألبوم «منّي إلك» المرتبة الأولى على itunes وتلتها هبه طوجي في المرتبة الثانية، بينما احتلت مسرحية صيف 840 المرتبة الثالثة ونانسي عجرم المرتبة الرابعة، وفي لبنان، احتل ألبوم نجوى المرتبة الأولى في «الفيرجين»، وتلاه ألبوم مايك ماسي في المرتبة الثانية، بينما احتل البوم نانسي المرتبة الثالثة، وألبوم عاصي الحلاني المرتبة الرابعة وألبوم هبة طوجي المرتبة الخامسة.عالمياً، احتل ألبوم نجوى المرتبة الرابعة عبر تطبيق iTunes ضمن قائمة international Albums .

## أغنيات الألبوم
1. يحرقلك قلبك
2. على نوم عيني
3. قمر العشاق
4. نزلت البحر
5. آه من الغرام
6. الدنيي تحديت
7. تعا بورد بقلبي
8. حبيبي مين